# 자양서당
자양서당(紫陽書堂)은 대한민국 경상북도 영천시 임고면 삼매리에 있는, 조선 명종 1년(1546)에 김응생이 고향의 후진교육을 위해 자양면 노항동에 지은 서당이다. 1975년 8월 18일 경상북도의 유형문화재 제78호로 지정되었다.

## 개요
조선 명종 1년(1546)에 김응생이 고향의 후진교육을 위해 자양면 노항동에 지은 서당이다. 지금의 건물은 후대에 다시 지은 것으로 보인다. 1976년 영천댐 건설로 인하여 지금의 위치로 옮겨지었는데, 이때 건물 주위에 담장을 두르고 문을 세웠다.
학생들이 모여 글을 읽는 대청마루와 생활을 위한 방 만으로 평범하고 소박하게 꾸며져 있다. 일반적인 서당건물에는 앞쪽에 따로 내어 단 툇간이 있으나, 자양서당에는 없다. 서당 안에는 퇴계 이황이 직접 쓴 현판이 걸려있다.
한편 동린각에 충무공 이순신과 함께 모셔져 있는 김완 장군은 김응생의 셋째 아들이다.

## 참고 문헌
- 자양서당 - 국가유산청 국가유산포털